# Gruppo delle colline occidentali

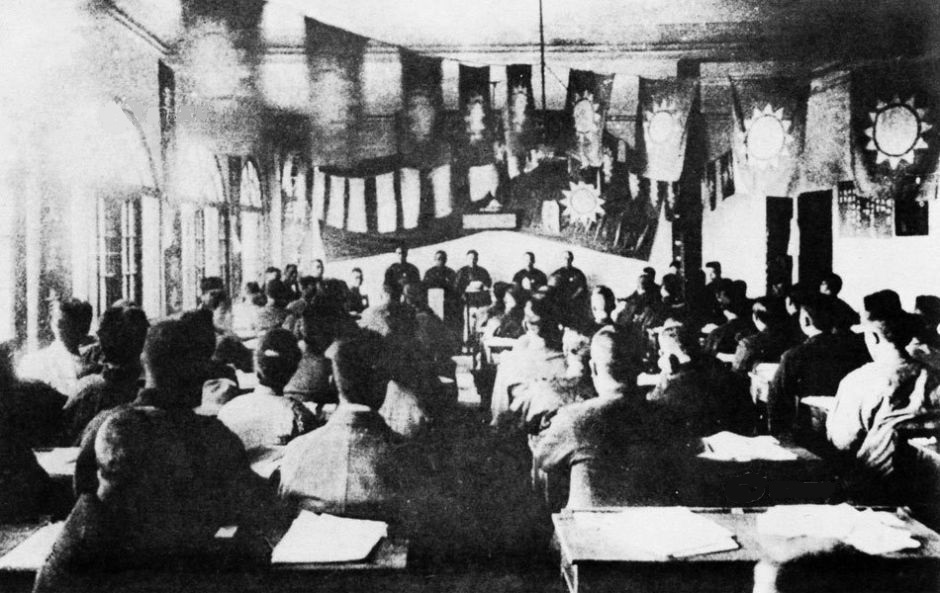
Il gruppo delle Colline occidentali venne fondato in una conferenza tenutasi a Pechino, nel distretto delle Colline occidentali, nel novembre 1925.

Il Gruppo delle colline occidentali fu una fazione del Partito nazionalista cinese, o KMT, attiva negli anni 1920. La fazione si formò in una riunione dei capi del KMT contrari all'influenza comunista. La riunione si tenne al Tempio delle Nuvole Azzurre nel distretto delle Colline occidentali di Pechino nel novembre 1925. e circa metà dei capi del KMT parteciparono all'incontro. Il gruppo comprendeva Lin Sen, Ju Zheng, Zou Lu, e Xie Chi. Nella lotta a tre per la leadership del partito, dopo la morte di Sun Yat-sen, il gruppo sostenne Hu Hanmin contro la sinistra (Wang Jingwei) e il centro (Chiang Kai-shek). Hu era il personaggio che Sun aveva designato a succedergli, ma egli non si identificava con il gruppo.

## Storia
Il Partito nazionalista aveva vinto le elezioni parlamentari a livello nazionale tenutesi nel 1912. Lin Sen fu nominato presidente del parlamento nell'aprile del 1913. A luglio il governo parlamentare crollò e i capi del KMT andarono in esilio. Sotto il patrocinio sovietico, il KMT e il Partito Comunista formarono un "fronte unito" nel 1923. Questo accordo consentì al KMT di ricevere armi sovietiche e stabilire un punto d'appoggio a Guangzhou, una città importante nel sud della Cina. Il KMT e i comunisti erano quindi alleati contro i signori della guerra di Beiyang, che erano appoggiati dai giapponesi.
Dopo la morte di Sun, nel marzo 1925, il KMT si spostò a sinistra sotto Wang, che formò un'alleanza con i comunisti. Il favorito di destra Hu Hanmin venne escluso dalla leadership e inviato in Unione Sovietica, ad agosto. Alla conferenza delle Colline occidentali, tenutasi il 23 novembre, parteciparono quindici capi del KMT. Il gruppo si dichiarò come il "Quarto Plenum della CEC". Vale a dire, affermò di agire come comitato esecutivo del KMT. Il primo atto del gruppo fu quello di approvare un "Manifesto per colpire la fazione comunista del partito". Il 2 dicembre, approvò una risoluzione per espellere i quattro membri comunisti dal comitato esecutivo del KMT, oltre ai cinque membri supplenti. Tra questi c'era Mao Zedong, in quel momento uno dei membri supplenti. Il 4 dicembre, il gruppo votò per la rescissione del contratto con l'agente sovietico Mikhail Borodin. Il 5 dicembre Wang fu espulso dal KMT per un periodo di sei mesi.

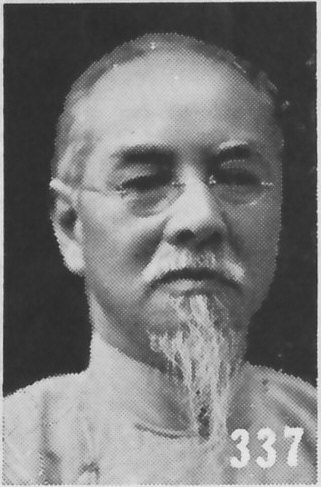
L'ex presidente del parlamento, Lin Sen, era il membro più in vista del Gruppo delle Colline occidentali.

I sostenitori di Wang non riconobbero queste decisioni e sostennero che l'incontro di Pechino non aveva raggiunto il quorum. Secondo il regolamento del KMT, il quorum era di quindici membri del comitato esecutivo completo. Solo quattordici dei partecipanti alla conferenza delle Colline occidentali erano membri a pieno titolo.
Lin Sen diede il suo prestigio all'incontro agendo da convocatore, ma per il resto rimase distaccato, rifiutando persino di commentare le risoluzioni. Venne creata una "Società per promuovere lo studio del Wenismo di Sun", modellata sui vari legami comunisti del KMT, per promuovere visioni non comuniste tra i membri del KMT.
Wang rispose, all'incontro del gruppo delle Colline Occidentali, convocando una seconda conferenza del partito nazionalista a Guangzhou il 1º gennaio 1926. Le risoluzioni di una conferenza di partito superaravano quelle del comitato esecutivo, indipendentemente dalla questione del numero legale. Pertanto la conferenza espulse dal partito i partecipanti del gruppo delle Colline occidentali. Sebbene la conferenza fosse stata un trionfo per Wang e la sinistra, provocò anche una reazione da parte di coloro che erano preoccupati dell'influenza comunista. In seguito, il gruppo delle Colline occidentali istituì un quartier generale rivale del KMT a Shanghai.
Il KMT subì un'altra scissione nel gennaio 1927. I sostenitori di Wang iniziarono a incontrarsi a Hankou mentre i sostenitori del comandante militare Chiang Kai-shek iniziarono a incontrarsi separatamente a Nanchang. A marzo, le forze di Chiang presero Shanghai e Nanchino. Il 19 aprile fu proclamato un "governo nazionale" a Nanchino con Hu come presidente del partito e Chiang come comandante militare. Questo governo rappresentò una fusione delle fazioni di Shanghai e Nanchang. Il governo iniziò immediatamente un'epurazione dei comunisti e dei loro alleati.
Dopo aver intercettato un messaggio di Mosca che chiedeva un Colpo di Stato, Hankou epurò i suoi comunisti il 15 luglio 1927. In agosto, il gruppo delle Colline occidentali operò una riconciliazione tra la fazione di Hankou di Wang e la fazione di Chiang di Nanchino. Chiang si dimise dalla sua posizione e fece un viaggio in Giappone per facilitare la riconciliazione.
Con Hu presidente, un KMT riunito e l'assenza di Chiang, il gruppo delle Colline occidentali fu, per un breve periodo, la fazione dominante del partito. I comandanti sul campo, tuttavia, rimasero i registi. Il 6 gennaio 1928, restaurarono Chiang come comandante in capo. Hu, nel frattempo, fece un lungo viaggio in Europa. A febbraio, Chiang esautorò i ministri delle Colline Occidentali e nominò i fratelli Chen in importanti organizzazioni di partito e posizioni di sicurezza. Questa "cricca CC", di Chen Guofu e Chen Lifu, presto eclissò e assorbì il gruppo delle Colline. Quando Hu tornò, in ottobre, fu nominato presidente dello Yuan legislativo con Lin Sen come vice presidente. L'alleanza Hu-Chiang durò fino al febbraio del 1931, quando Chiang mise Hu agli arresti domiciliari.
Sebbene il gruppo delle Colline Occidentali sia spesso etichettato come "estrema destra", le sue risoluzioni richiedevano solo l'espulsione dei comunisti dal KMT ma non escludevano la possibilità di cooperare con loro. Questa posizione può essere considerata più moderata di quella di Chiang, che instaurò una serie di "campagne di sterminio" contro i comunisti a partire dal dicembre 1930.
Lin Sen ricoprì la carica di presidente cinese dal 1931 al 1943. Tuttavia, questa era una posizione nominale senza influenza sulla politica. Per quanto riguarda Ju Zheng, amministrò il sistema giudiziario cinese dal 1932 al 1947 come presidente dello Yuan giudiziario.